# 日本航空高等学校
日本航空高等学校（にほんこうくうこうとうがっこう）は、学校法人日本航空学園が運営する山梨県甲斐市宇津谷にある私立高等学校。国内の高等学校としては、極めて珍しい「航空科」を設置していることが大きな特徴である。石川県輪島市にある日本航空高等学校石川と北海道千歳市にある日本航空高等学校北海道は設置者が同一の兄弟校にあたる。

## 概要

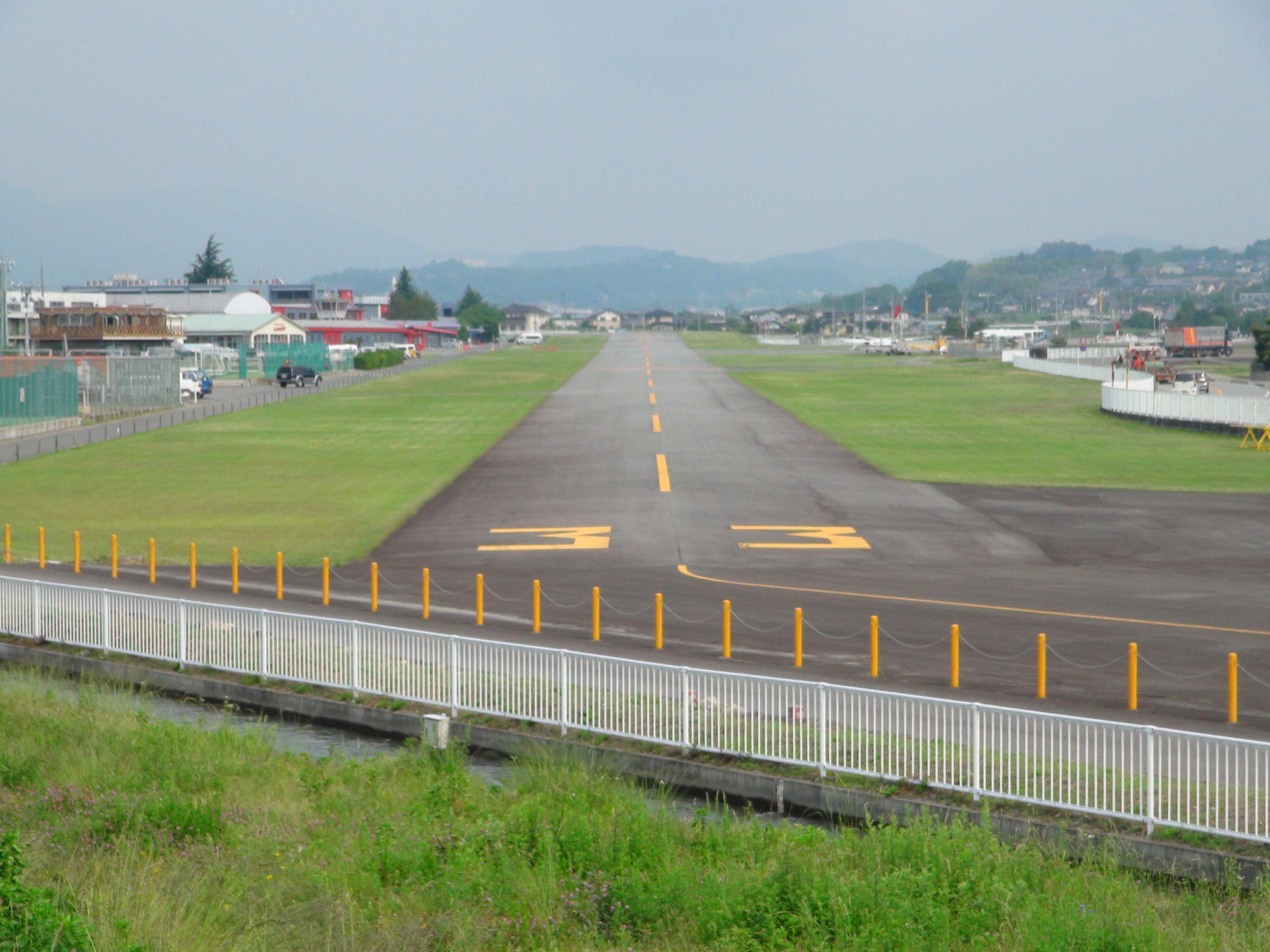
学校敷地内に双葉滑空場がある。国道52号双田橋北詰より北西方向を望む。ICAOの基準に則り磁北からの方位角を示す『33』（330度）の数字が表記されている。（2011年6月撮影）

航空科と普通科が設置されている。普通科では週6単位のコース選択制を導入し、大学進学や芸術・芸能業界、スポーツ界など、それぞれの目的や希望進路に応じた教育を展開している。学校の敷地内には「雄飛塾」と呼ばれる夜間学習塾があり、難関大学受験などを志す生徒のために無料で夜間の学習サポートを行っている。日本全国から入学生が集まるため、学校の敷地内に雄飛寮（生徒寮）があり、全校生徒の約7割が寮生活を送っている。
国際交流も大変活発であり、タイ、韓国、中国などアジアを中心に世界約10か国の留学生が在籍し、留学生の国籍の国家の建国記念日などには、国旗掲揚台に日本国国旗と一緒に留学生の国籍国家の国旗が掲揚される。

## 沿革
- 1932年10月 - 甲府在郷軍人航空研究会を母体として、航空発動機練習所開設。
- 1933年2月 -  山梨県中巨摩郡玉幡村に40万平方メートルの飛行場を開設した。
- 1936年8月 - 財団法人 山梨航空研究会を設立し山梨飛行場を設置。 サルムソン機を使用して、飛行士養成を開始。所有機数10機。
- 1939年7月 - 山梨航空技術学校設立認可を受ける。
- 1940年4月 - 熊谷陸軍飛行学校甲府分校が設置され、飛行場を共用。逓信省航空局より200名、南方航空岡9326部隊より300名の整備委託生を収容、在校生2,000名となる。卒業生は陸軍航空廠へ軍属として全員優先採用される。
- 1942年1月 - 国家の要請により山梨航空機関学校と改称。航空整備士養成の専門校となった。
- 1945年8月 - 終戦により閉校。
- 1960年3月 - 学校法人 梅沢学園、山梨航空工業高等学校の設置認可を受ける（学校教育法第一条による高等学校）。
- 1964年6月 - 学校法人日本航空学園、日本航空工業高等学校と改称。
- 1979年8月 - 日本航空工業高等学校を日本航空高等学校と改称。
- 1985年4月 - 日本航空高等学校に普通科を新設する。
- 1992年4月 - 日本航空高等学校の普通科を男女共学とする。また自宅通学を許可する。
- 1998年3月 - 硬式野球部が春の甲子園初出場。
- 1998年8月 - 硬式野球部が夏の甲子園初出場。
- 1999年4月 - 日本航空高等学校通信制課程（広域通信制）が認可される。
- 2000年9月 - FAA（米国民間航空局）のキャッツセンター（学科試験場）として認可される。
- 2003年3月 - バレーボール部が春の高校バレー（旧大会）初出場。
- 2012年3月 - 建学80周年を迎える。
- 2012年10月 - 建学80周年記念 特別航空祭 開催。
- 2012年11月 - 蹴球部が全国高校サッカー初出場。
- 2017年4月  - 普通科に東大・京大・東工大等の最難関大学進学を目的とした「プレミアム特進コース」を設置（スクールTOMASと連携）。
- 2017年7月  - 航空科・キャビンアテンダントステージを対象とした実習施設「キャビンアテンダントトレーニングセンター」を新設。
- 2022年1月 - 男子バレーボール部が春の高校バレー初優勝[2]。
- 2023年3月 - 男子バレーボール部での監督による部員への暴力行為が発覚[3][2]。
- 2023年7月 - 男子バスケットボール部がインターハイ初優勝。
- 2024年4月 - 通信制課程にメタバース工学科を新設[4]。
- 2025年4月 - 千葉県鴨川市の城西国際大学安房キャンパス跡地に日本航空高校の通信制分校を開設[5]。

## 学科

### 全日制課程

#### 航空科
- 航空ジェネラルステージ（パイロット）
- 航空ジェネラルステージ（航空整備）
- キャビンアテンダントステージ

#### 普通科
- 航空プレミアム特進コース
- スポーツ・芸術特進コース
- 総合コース
- スポーツコース
- 芸術コース
- 情報コース デジタルコンテンツ専攻
- 情報コース ITエンジニアリング専攻

### 通信制課程（広域通信制）

#### 学科
- 普通科
- 航空科
- メタバース工学科

#### コース
- スタンダードコース
- グローバルコース
- スポーツ芸術コース

## 留学制度
アメリカオレゴン州ポートランドへの語学留学制度があり、一定基準を満たす希望者は学科・コース問わず留学が可能である。留学期間は3か月間の短期留学から12か月間の長期留学まで様々であり、個々の希望に応じて選択できる。

## 部活動

### 体育局
- 硬式野球部 - 春の甲子園1回出場、夏の甲子園6回出場
- サッカー部 - 全国高校サッカー2回出場、高校総体2回出場
- 女子サッカー部 高校総体ベスト4、全日本高等学校女子サッカー選手権出場13回
- 男子バレーボール部 - 春の高校バレー21回出場、高校総体18回出場。新型コロナの影響により夏の総体出場を辞退、後に2022年1月の第74回の春高バレーで全国制覇を果たした（春高が1月移転後、実質男子史上初の夏の総体出場出来なかった後の優勝でもある）。
- 女子バレーボール部 - 春の高校バレー7回出場、高校総体7回出場
- 空手道部
- 剣道部
- 男子バスケットボール部 - ウインターカップ8回出場、2023年インターハイ優勝
- 女子バスケットボール部 - ウインターカップ3回出場
- ボクシング部
- 卓球部
- 水泳部
- 陸上競技部
- 硬式テニス部
- 航空部

### 文化局
- ウィングダンスカンパニー
- 太鼓隊
- 吹奏楽団
- 航空技術研究部
- 雄飛学塾
- 国際クラブ
- eスポーツ部

## 不祥事

### 男子バレーボール部での暴行事件
2023年、男子バレーボール部での監督による部員への暴力行為が報じられた。平手打ち等の暴行を加える様子を捉えた動画も公開された。暴行を受けた部員は、当初その事実はないと話していたが、その後されたこと自体は認めたものの監督を擁護する姿勢をみせた。また被害届提出も否定し、学校側は監督を厳重注意処分とするにとどめたが、3月20日の取材で監督を解任したことが分かった。なお、当初は学校側も暴行の事実を否定していたが、一転して同15日の取材では事実関係を認めていた。

## 著名な卒業生
政治
- 藤原忠彦 - 元川上村長、元全国町村会長

文化
- わちさんぺい ‐ 漫画家

芸能
- 檜尾健太 - 俳優
- 相葉雅紀 - アイドル、タレント（嵐）
- 松島聡 - アイドル、タレント（Timelesz）
- 加藤明日美 - アイドル、タレント
- 伊勢みはと -  アイドル、タレント
- 河西美希（1年次途中から通信制課程に移行）- モデル、YouTuber
- ゆたぼん - YouTuber（在学中）

セラピスト
- 兼子ただし - 理学療法士

スポーツ
- 一の谷（大相撲元十両）
- 須磨ノ富士（大相撲元十両）
- 飛翔富士（大相撲元十両）
- 肥後（大相撲幕下）
- 大山倍達（本名:崔永宜 (さいえいぎ / チェ・ヨンイ) ） - 空手家、極真カラテ創始者（1942年卒業）
- 古川かれん - 空手家（明治大学）
- 鈴木敏和 - プロボクサー・第31代 全日本スーパーフェザー級チャンピオン（神戸拳闘会）
- 三田村拓也 - プロボクサー
- 昇侍 - 総合格闘家
- 八木智哉 - 元プロ野球選手（中日ドラゴンズ投手）
- 竹内和也 - 元社会人野球選手
- 師岡柊生 - サッカー選手（鹿島アントラーズ）
- 荒木翔 - サッカー選手（ヴァンフォーレ甲府）
- 山口和樹 - サッカー選手（湘南ベルマーレ）
- 鈴木翔大 - サッカー選手（鹿児島ユナイテッドFC）
- 坂本順平 - サッカー選手（YSCC横浜）
- 周余冶 - サッカー選手
- 望月達也 - 元サッカー選手
- 佐藤慎之介 - 元サッカー選手
- 國澤志乃 - 女子サッカー選手（AC長野パルセイロ・レディース）
- 中野里乃 - 女子サッカー選手（ちふれASエルフェン埼玉）
- 市川愛雪 - 女子サッカー選手（ASハリマアルビオン）
- 大島暖菜 - 女子サッカー選手（大宮アルディージャVENTUS）
- サムエル・フランコ - バレーボール選手
- 上村琉乃介 - バレーボール選手（日本製鉄堺ブレイザーズ所属）
- 堀崎智恵美 - バレーボール選手（トヨタ車体クインシーズ）
- 森川太地 - 元ビーチバレーボール選手、元バレーボール選手
- 濱村夏美 - 女子テニス選手

## 著名な教職員・関係者
- 初鹿勇 - 硬式野球部元監督